# Трансмашхолдинг
АО ТМХ («Трансмашхолдинг») — материнская компания крупнейшей в СНГ и России машиностроительной группы «Трансмашхолдинг», производящей подвижной состав для железнодорожного и городского рельсового транспорта. «Трансмашхолдинг» также является одним из крупнейших разработчиков и производителей такого рода продукции в мире. Полное наименование — Акционерное общество «Трансмашхолдинг».
Входящие в группу предприятия выпускают вагоны для железных дорог (грузовые и пассажирские) и для метро, тепловозы и электровозы, электро- и дизель-поезда , рельсовые автобусы, дизели для тепловозов и судов, дизель-генераторы, различные комплектующие, проводят ремонт и сервисное обслуживание своей продукции.
Штаб-квартира находится в Москве, также открыто представительство в Санкт-Петербурге. В 2021 году холдинг имел зарубежные представительства в Швейцарии, Венгрии, ЮАР, Египте, Аргентине, Казахстане, Узбекистане, Белоруссии, Украине, в Прибалтике, в Польше и Финляндии.

## История
«Трансмашхолдинг» было создано в 2002 году на базе предприятий, контролируемых Искандаром Махмудовым и Дмитрием Комиссаровым.
По некоторым данным, в 2004 году Махмудов и Бокарев начали объединять разрозненные машиностроительные заводы в «Трансмашхолдинг».
В 2005 году «Трансмашхолдинг» создал совместное предприятие с немецкой компанией Siemens AG — (ООО «Трансконвертер»), которое специализируется на создании высоковольтных статических преобразователей для пассажирских вагонов, электровозов и электропоездов. Позже была приобретена компания FTD Dessau — старейший инжиниринговый и производственный центр в Европе.
До 2006 года компания не являлась владельцем активов, а была управляющей компанией и сдавала заводы и оборудование на них в аренду. В марте 2006 года «Трансмашхолдинг» обратился в Федеральную антимонопольную службу за разрешением на консолидацию основных производственных активов: до 100 % акций Брянского машиностроительного завода, «Метровагонмаша», Демиховского машиностроительного завода, Коломенского завода, Новочеркасского электровозостроительного завода, Октябрьского электровагоноремонтного завода, «Пензадизельмаша», «Центросвармаша» и «Бежицкой стали».
В марте 2007 года «Трансмашхолдинг» за 58 млн долларов США купил на приватизационном конкурсе 76 % акций «Лугансктепловоза». Но сделка была оспорена украинской группой «Приват» Игоря Коломойского и Геннадия Боголюбова и уже в ноябре 2007 года Верховный суд Украины признал итоги конкурса недействительными.
Входящий в состав группы Брянский машиностроительный завод с 60-х годов XX века производит малооборотные судовые дизельные двигатели по лицензии MAN AG, являясь единственным в России производителем дизелей этого класса. В 2007 году предприятие заключило соглашение о выпуске аналогичной продукции по лицензии Wärtsilä. В ноябре 2007 года «Трансмашхолдинг» реорганизовал структуру собственности, переоформив акции на голландскую The Breakers Investments B. V., которая контролировалась структурами Искандера Махмудова и Андрея Бокарева. 26 декабря 2007 года 25 % акций The Breakers Investments B. V. были приобретены ОАО «Российские железные дороги» (ОАО «РЖД»).
16 февраля 2009 года «Трансмашхолдинг» приобрёл у близкой РЖД инвестгруппы ЗАО «Инвестиционная группа „Росвагонмаш“» (Москва) 50,48 % акций ОАО «ВЭлНИИ».
В конце марта 2009 года был заключён опцион на продажу 25 % + 1 акции The Breakers Investments B.V. (из пакета Махмудова и Бокарева) французской машиностроительной компании Alstom. По условиям опциона, акции должны были перейти к французской компании через три года. Однако уже 1 марта 2010 года с Alstom был подписан договор купли-продажи на указанный пакет акций The Breakers Investments B.V. с оплатой в рассрочку до конца 2011 года. В июле 2011 года стало известно, что ОАО «РЖД» заключило опцион на покупку 50 % — 1 акции компании The Breakers Investments B.V. Общая сумма сделки оценивается в 2 млрд долларов.
15 июня 2010 года входящий в «Трансмашхолдинг» Брянский завод вновь приобрёл 76 % акций «Лугансктепловоза» за 51 млн долларов США.
21 января 2011 года в словацком городе Добра было заключено соглашение о покупке словацким концерном Tatravagonka 50 % акций Энегельсского вагоностроительного завода.
В конце 2015 года ОАО «РЖД» продало свою долю в «Трансмашхолдинге», оставшиеся акционеры пропорционально увеличили свои доли.
В 2018 году акционеры приняли решение об изменении организационно-правовой формы компании, холдинг стал акционерным обществом (АО).
В феврале 2021 года международное подразделение «Трансмашхолдинга» TMH International договорилось с Rolls-Royce Group о покупке завода дизельных и газопоршневых среднеоборотных двигателей Bergen Engines в Норвегии.
В 2023 году «Трансмашхолдинг» заключил международный проект с компанией Rail VikasNigam Limited на поставки тяговых мощностей в Индию и техническое обслуживание местного локомотивного парка.

## Собственники

Кирилл Липа и президент РЖД Олег Белозёров на форуме 1520
в Сочи, 2017 год

Акционерный капитал компании на лето 2018 года был распределён между группой российских бизнесменов и французской компанией Alstom. Компании Alstom принадлежало 20 % капитала, компаниям, принадлежащим Искандеру Махмудову, Андрею Бокареву, Дмитрию Комиссарову и Кириллу Липе принадлежало 79,4 % капитала. Контролирующими акционерами являлись Дмитрий Комиссаров и Кирилл Липа.
В январе 2024 года Alstom продал свою долю российским акционерам. На июль 2024 года «Трансмашхолдинг» на 100 % принадлежал российским акционерам.

### Руководство
- Президент — Андрей Бокарев (с 2008 по апрель 2022).
  - Дмитрий Комиссаров (председатель совета директоров в 2003—2008[28]).
- Генеральный директор — Кирилл Липа (с 2015).
  - Андрей Андреев (2008—2015[29]).
  - Пётр Синьшинов (2006—2008[16]).
  - Михаил Хромов (2004—2006).
  - Дмитрий Комиссаров (2002—2004[28]).

## Структура

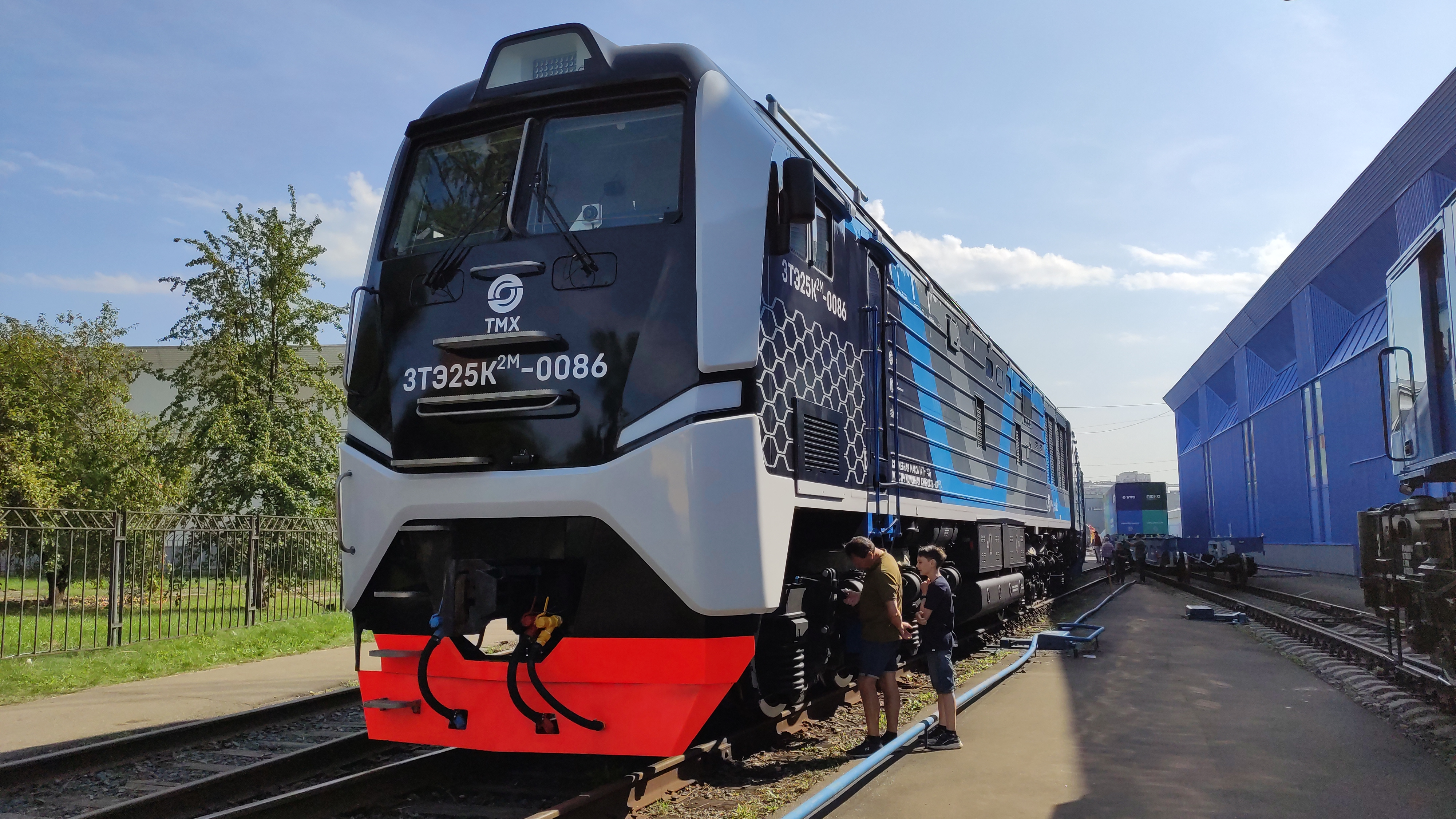
Тепловоз 3ТЭ25К2М

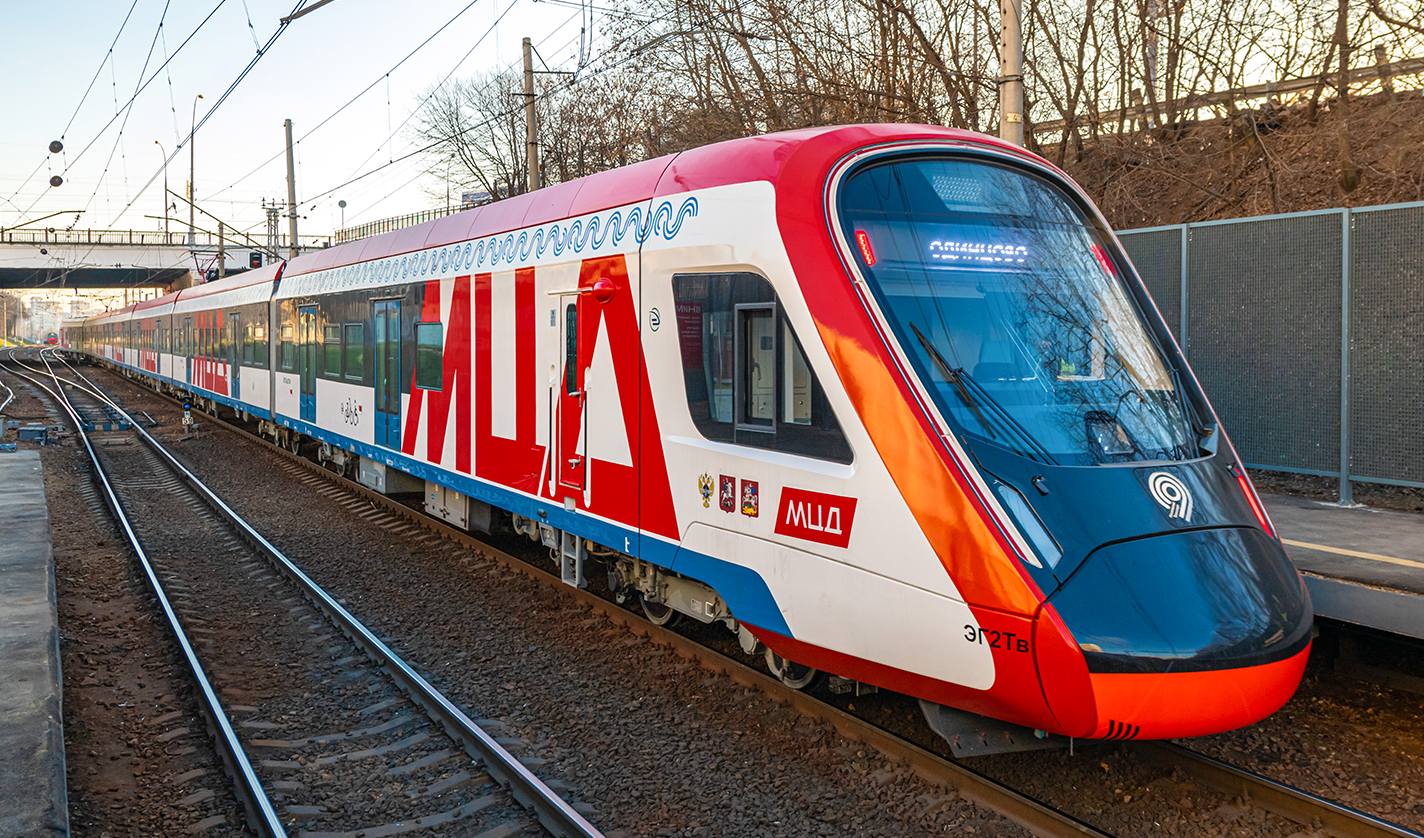
Электропоезд ЭГ2Тв «Иволга»

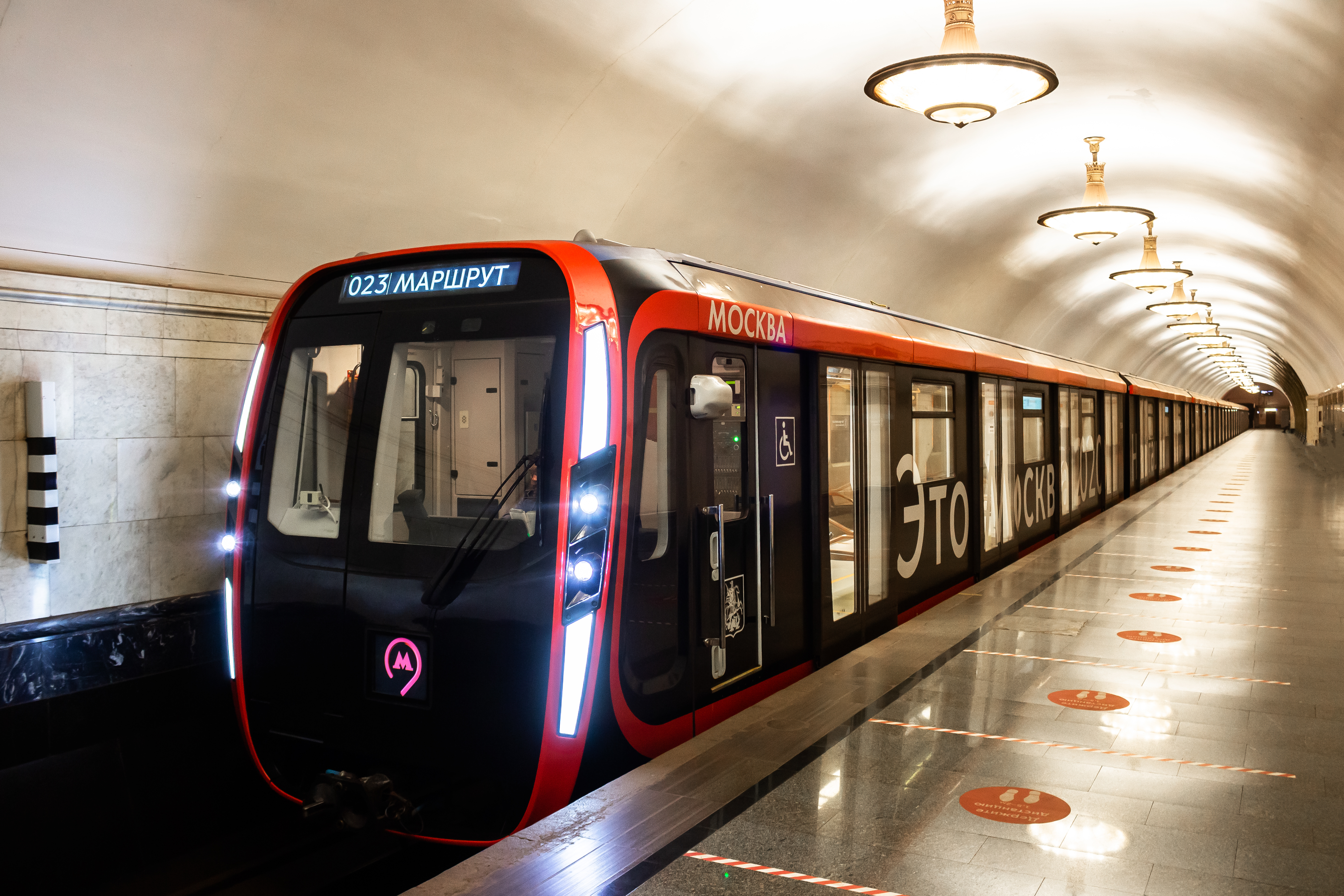
Электровагоны 81-775/776/777 «Москва-2020»

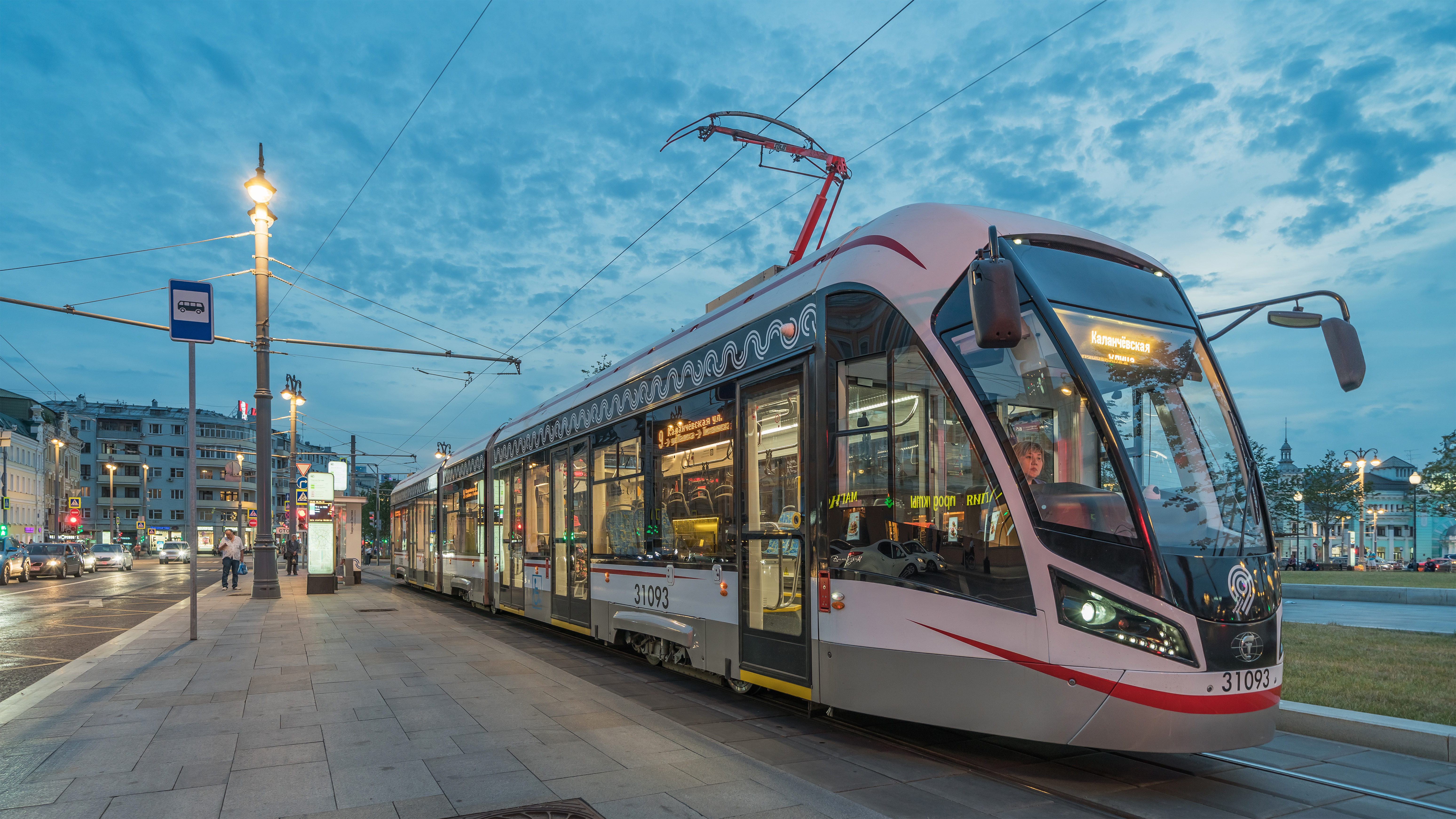
Трамвай 71.931М «Витязь-М»

В состав холдинга входят следующие предприятия и организации:

### Научные, исследовательские и торговые организации
- ООО «ТМХ Инжиниринг» — проектирование и разработка проектов[32]
- ООО «Инжиниринговый центр двигателестроения ТМХ»[33]
- ООО «ТМХ-Энергетические решения»[34]
- АО «ТМХ-Локомотивы»
- ООО «ТМХ ПРО» (Промышленные решения)[35]
- ООО «ТМХ-ПТР» (Пассажирский транспорт)
- ООО «ТМХ Интеллектуальные системы»[36]
- ООО «Центр Перспективных Технологий ТМХ»
- «ТМХ Городской транспорт»[37]
- Всероссийский научно-исследовательский и проектно-конструкторский институт электровозостроения (ВЭлНИИ)
- АО НО «Тверской институт вагоностроения»[38]
- «ТРТранс» (Технологии рельсового транспорта)[39]

### Производственные предприятия
- Бежицкий сталелитейный завод[40]
- Брянский машиностроительный завод[40]
- Демиховский машиностроительный завод
- Коломенский завод
- Луганский тепловозостроительный завод (100 %[12][13])
- Новочеркасский электровозостроительный завод[41]
- «Метровагонмаш»
- «Пензадизельмаш» (ООО «Пензенские дизельные двигатели»)
- Октябрьский электровагоноремонтный завод (72,22 %[42]),  в феврале 2025 года передан компании «Мотус Груп»[43]
- Тверской вагоностроительный завод
- «Центросвармаш»[44]
- Завод автономных источников тока (завод АИТ)[45]
- АО «Трансмаш» (Транспортное машиностроение)[46][47] (с января 2011 года 50 % акций у Tatravagonka[20][40][48]
- ООО «Метровагонмаш-Сервис»[49]
- АО «Желдорреммаш»
- ООО «ЛокоТех» (Локомотивные технологии)[50]
- АО «Торговый дом ТМХ»[51]
- ООО «АВП Технология»[52]
- АО «Локомотивные электронные системы»[53]
- ООО «ТМХ-Электротех»[54]
- ООО Литейный завод «Петрозаводскмаш» — партнёр холдинга «Транскомпонент»[55]
- ООО «ПК Транспортные системы» — партнёр холдинга «Транскомпонент»[56]
- OOO «Ключевые Системы и Компоненты» (КСК) — партнёр холдинга «Транскомпонент».[57]

### Международные компании
- ООО «ТМХ Интернэшнл» (TMH International) — дочернее предприятие АО «Трансмашхолдинг» специализирующееся на международных проектах.[58]
- ООО «Рейлкомп» (Трансмашхолдинг — 50 % акций, Alstom Transport — 50 %,) — совместное российско-французское предприятие по производству ключевых компонентов для локомотивов, созданное в 2012 году.[59]
- ООО «ТрамРус» — совместное предприятие ТМХ и Alstom по производству трамваев, основано в 2012 году.[60]
- ООО «Трансконвертер» — совместное предприятие с Сименс АГ), основано в 2005 году.[61]

## Деятельность

Гендиректор «Трансмашхолдинга» Кирилл Липа, губернатор Тверской области Игорь Руденя и замминистра промышленности и торговли РФ Александр Морозов объявляют о возрождении производства тверского трамвая. 6 ноября 2019 года, ТВЗ

Ключевые проекты, реализованные в 2015—2016 гг.:
- Создание на Брянском машиностроительном заводе крупносерийного производства магистральных грузовых тепловозов и освоение выпуска 2ТЭ25КМ[62].
- Создание на Октябрьском электровагоноремонтном заводе серии вагонов 81-722/723/724 «Юбилейный» (и её модификаций) для Петербургского метрополитена[63].
- Капитальный ремонт и модернизация партии вагонов метро 81-717/714 и Ev3, принадлежащих Будапештскому метрополитену[64].
- Освоение на Тверском вагоностроительном заводе производства двухэтажных пассажирских вагонов локомотивной тяги с местами для сидения[65].
- Освоение на Тверском вагоностроительном заводе производства багажно-почтовых вагонов 61-4504 и 61-4505[66].
- Создание на Брянском машиностроительном заводе вагона-хоппера 19-3058 с кузовом увеличенного объёма[67].
- Создание на Октябрьском электровагоноремонтном заводе вагонов-электровозов для Петербургского метрополитена[68].
- Создание на Брянском машиностроительном заводе маневрового тепловоза ТЭМ28[69].
- Создание на Новочеркасском электровозостроительном заводе производства тяговых электродвигателей и генераторов тепловозов[70][нет в источнике].

В 2022 году «Трансмашхолдинг» выиграл тендер на поставку 70 электропоездов (560 вагонов) серии «Иволга» в Аргентину на сумму 864 млн долларов. Поставки планируется начать в 2024 году.
В 2022 году на заводе «Метровагонмаш» в Мытищах для Петербургского метрополитена начато производство вагонов проекта «Смарт», которые позже получили название «Балтиец» (81-725.1/726.1/727.1).
В середине 2024 года в отчёте «Трансмашхолдинг» указывалась тенденция на усиление конкуренции со стороны китайских производителей железнодорожной техники, в частности со стороны компании CRRC.

### Кредитные рейтинги
- Рейтинговое агентство «Эксперт РА» в 2016 году присвоило «Трансмашхолдингу» рейтинговую оценку A++ (подтверждена в 2017). В 2017 году рейтинг был заменён на ruAA, в 2018 понижен до ruAA-. В 2019 году он был подтверждён на этом уровне, в 2020 повышен обратно до ruAA и далее подтверждался уже на этом уровне до 2023 года. Однако в 2024 году вновь был понижен до ruAA- и подтверждён в 2025 году[74].
- Рейтинговое агентство АКРА в 2025 году присвоило АО «ТМХ» рейтинговую оценку AA-(RU) со стабильным прогнозом[75].

## Государственная поддержка
В июле 2015 года Экспертный совет Фонда развития промышленности одобрил выделение заводу займа в размере 106,8 млн рублей (при общей стоимости проекта в 152,8 млн рублей) на освоение производства тяговых электродвигателей (ТЭД) для тепловозов, собираемых на заводах ЗАО «Трансмашхолдинг» в Брянске и Коломне. Запуск нового производства в рамках проекта позволит заместить двигатели, поставляемые с предприятия в Харькове (Украина), российскими, превосходящими зарубежные аналоги по техническим характеристикам.

## Достижения
В апреле 2016 года «Трансмашхолдинг» стал единственной компанией из отрасли транспортного машиностроения, которая вошла в составленный информационным агентством «РБК» рейтинг «50 крупнейших технологических компаний России», занял четвёртое место в ряду технологических лидеров российской экономики.
В 2021 году компания заняла в рейтинге журнала Forbes «200 крупнейших частных компаний России» 30 место с выручкой 305,4 млрд рублей.

## Влияние санкций в связи со вторжением России на Украину
После введения санкций и массового ухода иностранных компаний из России из-за вторжения России на Украину, «Трансмашхолдингу» пришлось изготавливать асинхронный тяговый привод для поезда «Балтиец» Петербургского метрополитена, чем первоначально должна была заниматься японская компания «Hitachi», после вторжения отказавшаяся от сотрудничества с «Трансмашхолдингом».
В связи с санкциями завод «Метровагонмаш», который принадлежит «Трасмашхолдингу», возобновляет производство и поставки подвижного состава в Минский метрополитен в виде вагонов серии 81-765/766 для Зеленолужской линии, чем первоначально должна была заниматься швейцарская компания «Stadler Rail», поставляя поезда Stadler M110/M111.
После вторжения России на Украину «Трансмашхолдинг» был включён в санкционный список Украины, так как компания, по словам представителей Украины, «совершает коммерческую деятельность в секторах экономики, обеспечивающих существенный источник дохода для бюджета России, правительство которого инициировало военные действия и геноцид гражданского населения в Украине».
14 сентября 2023 года компания включена в блокирующий санкционный список США против промышленного сектора связанного с военными структурами. По данным властей, в 2022 году российские официальные лица привлекли «Трансмаш» к производству деталей для боевых машин пехоты. Одновременно были введены блокирующие санкции в отношении Махмудова и Бокарева, как лиц связанных с компанией.
На фоне санкций иностранные компании начали вытеснять «Трансмашхолдинг» с её традиционных рынков сбыта. Так в странах Центральной Азии усилилась конкуренция со стороны китайских и других международных компаний. Железнодорожная техника китайской CRRC прошла сертификацию для рынка ЕАЭС, что позволило этой компании начать поставки своей продукции на всей территории экономического союза.

## Критика
Летом 2019 года стало известно, что председатель Российского союза налогоплательщиков Артём Кирьянов планирует инициировать обсуждение монопольного положения «Трансмашхолдинга» (ТМХ) на рынке поставок пассажирского железнодорожного транспорта. По словам Кирьянова, соответствующие запросы были направлены в ФАС и прокуратуру.
Во время испытаний состава из вагонов 81-765.4К/766.4К для Казанского метрополитена в 2020 году «Трансмашхолдинг» утверждал, что имеющийся в поезде межвагонный переход вкупе с системой обеззараживания воздуха будет способствовать профилактике заражения во время пандемии COVID-19 путём минимального контактирования людей между собой — возможностью в любой момент перейти в любую точку в поезде, в то время как одной из рекомендаций всемирной организации здравоохранения при заражении была самоизоляция.
В мае 2021 года РЖД заявляла о низкой надёжности тяжёлых магистральных тепловозов «Трансмашхолдинга».
В мае 2022 года французский концерн Alstom списал €441 млн из-за обесценения своей 20%-ной доли в АО «Трансмашхолдинг», компания получила чистый годовой убыток в €581 млн против чистой прибыли в €247 млн годом ранее.